# Kiiwetinoong (circonscription provinciale)
Circonscription électorale provinciale du Canada
Kiiwetinoong est une circonscription provinciale de l'Ontario représentée à l'Assemblée législative de l'Ontario depuis 2018. 
Peu avant les élections de 2018, la Commission de délimitation des circonscriptions électorales du Grand Nord propose la scission de la circonscription de Kenora—Rainy River pour que celle-ci demeure représentative de la portion sud plus urbanisée. La partie nord, majoritairement peuplée par des membres de Premières Nations, deviendrait la circonscription de Kiiwetinoong. En 2007, l'adoption de la Representation Statute Law Amendment Act, 2017 permet la création des circonscriptions de Kiiwetinoong et de Mushkegowuk—Baie James.

## Géographie
La circonscription consiste en la partie nord-ouest du Nord de l'Ontario et inclus la municipalité de Red Lake et les cantons de Pickle Lake et d'Ear Falls.
Les circonscriptions limitrophes sont Mushkegowuk—Baie James, Thunder Bay—Supérieur-Nord, Thunder Bay—Atikonan et Kenora—Rainy River.

## Historique
| Législature                                              | Années        | Député | Député      | Parti         |
| -------------------------------------------------------- | ------------- | ------ | ----------- | ------------- |
| Kiiwetinoong Circonscription issue de Kenora—Rainy River |               |        |             |               |
| 42e                                                      | 2018-2022     |        | Sol Mamakwa | Néo-démocrate |
| 43e                                                      | 2022-2025     |        | Sol Mamakwa | Néo-démocrate |
| 44e                                                      | 2025-en cours |        | Sol Mamakwa | Néo-démocrate |

## Circonscription fédérale
Depuis les élections provinciales ontariennes du 4 octobre 2007, l'ensemble des circonscriptions provinciales et des circonscriptions fédérales sont identiques. Toutefois, la circonscription de Kiiwetinoong fait exception de sorte à préserver une représentation du nord de l'Ontario à l'assemblée législative provinciale.